# Font del Molí d'en Sala
La Font del Molí d'en Sala és una surgència del terme municipal de Monistrol de Calders, al Moianès.
Està situada a 474 metres d'altitud, a l'esquerra de la riera de Sant Joan just dessota mateix del molí, en un lloc de molta humitat a ran mateix del salt d'aigua de retorn a la riera de l'aigua sobrant de les basses del molí.
Aigües amunt de la riera de Sant Joan, a 450 metres de distància, al costat de llevant, hi ha la Resclosa del Molí d'en Sala, construïda al mateix temps que el molí.